# Crocidura selina
Crocidura selina је сисар из реда Soricomorpha.

## Угроженост
Подаци о распрострањености ове врсте су недовољни.

## Распрострањење
Врста има станиште у Уганди и (непотврђено) Кенији.

## Станиште
Станишта врсте су шуме и мочварна подручја.